# WBSC Premier 12
Il WBSC Premier 12, anche noto semplicemente come Premier 12, è un torneo internazionale di baseball, organizzato dalla World Baseball Softball Confederation, a cui partecipano le 12 squadre nazionali con il ranking WBSC più alto. La prima edizione si è svolta nel novembre 2015 in Giappone e Taiwan, mentre la seconda nel novembre 2019, ed è valsa anche come torneo di qualificazione alle Olimpiadi di Tokyo 2020.

## Storia
Dal 1918 al 2011 la International Baseball Federation organizzava la Coppa del Mondo di baseball, considerandola la più importante competizione del mondo di baseball. Dopo l'edizione del 2011, la Coppa del Mondo fu soppressa in favore di un allargamento del World Baseball Classic, che fino ad allora era considerato solo un torneo di esibizione.
Nel 2005 il Comitato Olimpico Internazionale, comunicava l'esclusione del baseball e del softball dai Giochi Olimpici, a partire da Londra 2012. Oltre a questo, lo stesso CIO riclassificava il baseball ed il softball come due differenti discipline dello stesso sport. Per allinearsi quindi alle linee guida del CIO, la IBAF (il maggior organo mondiale del baseball) e la ISF (l'equivalente dell'IBAF per il softball), si fondono creando la WBSC.
Il 27 novembre 2014 la WBSC annuncia la creazione del Premier12, con l'intento di creare un torneo di eccellenza per il baseball e per dare uno slancio allo stesso sport per rientrare nei Giochi Olimpici. Il progetto della WBSC è di rendere il nuovo torneo il più importante a livello mondiale per il baseball professionistico, sostituendolo alla ex Coppa del Mondo, in quanto l'attuale World Baseball Classic rimane un torneo ad invito, il che potrebbe portare all'esclusione delle squadre nazionali più forti e più seguite. Si decide quindi di far accedere al torneo le 12 squadre del mondo con il ranking WBSC più alto. La stessa confederazione decide anche che, in caso di ritorno del baseball ai Giochi olimpici il Premier 12 varrà anche come torneo di qualificazione.
Nel novembre 2015 si svolge in Giappone ed a Taiwan la prima edizione del torneo, che porta alla vittoria la Corea del Sud.
Con il reintegro, seppur temporaneo, del baseball ai Giochi Olimpici di Tokyo 2020, la seconda edizione del torneo, svoltasi nel 2019, come annunciato dalla WBSC, ha qualificato due delle sei squadre che parteciperanno alle Olimpiadi, ovvero la migliore del continente Americano e la migliore del continente Asiatico. Il torneo è stato vinto dal Giappone, ma essendo i nipponici già qualificati di diritto alle Olimpiadi di Tokyo come nazione ospitante, la squadra asiatica qualificata è la Corea del Sud, giunta seconda. Per il continente americano si qualifica alle Olimpiadi il Messico, terza classificata del torneo.

## Formula
Si qualificano al Premier 12 le prime 12 squadre del Ranking WBSC, definito in base ai risultati delle squadre nazionali nelle partite disputate negli ultimi 4 anni.
Nelle due edizioni del torneo svolte sino ad oggi, sono state usate due formule diverse. Nell'edizione del 2015 le 12 squadre sono state divise in 2 gruppi da 6, che si sono sfidate tra loro. Le migliori 4 di ogni girone sono avanzate alla fase finale, ad eliminazione diretta dai quarti di finale fino alla finale, con finalina per il terzo posto. Nella seconda edizione invece sono stati formati 3 gruppi da 4 squadre che si sono affrontate tra loro in un girone all'italiana. Le prime due classificate di ogni gruppo sono state inserite in un gruppo da 6 squadre denominato "Super Round" e si sono affrontate ancora in un girone all'italiana. La prima e seconda qualificata del "Super Round" si sono sfidate nella finale, mentre la terza e la quarta hanno disputato la finalina. Questa formula sarà usata anche nelle prossime edizioni, dove i gruppi si svolgeranno in diverse località del mondo, mentre la fase finale, dal super round in poi, in un singolo paese.

## Albo d'oro
| Edizione | Podio         | Podio         | Podio       |
| Anno     | Oro           | Argento       | Bronzo      |
| -------- | ------------- | ------------- | ----------- |
| 2015     | Corea del Sud | Stati Uniti   | Giappone    |
| 2019     | Giappone      | Corea del Sud | Messico     |
| 2024     | Taipei cinese | Giappone      | Stati Uniti |

## Medagliere
| Pos | Nazione       | Oro | Argento | Bronzo | Totale |
| --- | ------------- | --- | ------- | ------ | ------ |
| 1   | Giappone      | 1   | 1       | 1      | 3      |
| 2   | Corea del Sud | 1   | 1       | 0      | 2      |
| 3   | Taipei cinese | 1   | 0       | 0      | 1      |
| 4   | Stati Uniti   | 0   | 1       | 1      | 2      |
| 5   | Messico       | 0   | 0       | 1      | 1      |

## Partecipazioni
| Squadra         | 2015 | 2019 | 2024 | Tot. |
| --------------- | ---- | ---- | ---- | ---- |
| Giappone        | ●    | ●    | ●    | 3    |
| Stati Uniti     | ●    | ●    | ●    | 3    |
| Cuba            | ●    | ●    | ●    | 3    |
| Taipei cinese   | ●    | ●    | ●    | 3    |
| Paesi Bassi     | ●    | ●    | ●    | 3    |
| Rep. Dominicana | ●    | ●    | ●    | 3    |
| Corea del Sud   | ●    | ●    | ●    | 3    |
| Porto Rico      | ●    | ●    | ●    | 3    |
| Venezuela       | ●    | ●    | ●    | 3    |
| Messico         | ●    | ●    | ●    | 3    |
| Canada          | ●    | ●    |      | 2    |
| Australia       |      | ●    | ●    | 2    |
| Italia          | ●    |      |      | 1    |
| Panama          |      |      | ●    | 1    |